# Alfred Lajat
Pour les articles homonymes, voir Lajat.
Alfred Lajat, né le 10 août 1872 à Quintin (Côtes-du-Nord) et mort le 26 octobre 1958 à Nantes, est un directeur de journal et imprimeur français et une personnalité du Mouvement breton. Il signait parfois de son nom bardique Mab An Argoat (« Fils de l'Argoat »).

## Biographie
Fils d'un pharmacien de Quintin, il fait ses études à l'Institution Saint-Joseph de la ville, puis à l'École Saint-Charles de Saint-Brieuc, où il avait comme condisciples Yves Le Trocquer, Louis de Chappedelaine et Joseph Paul-Boncour. Voulant être prêtre, il part au séminaire français de Rome, puis entre dans l'Ordre de Saint-Benoît. Abandonnant tout projet ecclésiastique, il devient clerc de notaire.
Sur le conseil de François Vallée, il se tourne vers le journalisme et devient propriétaire et directeur de l'hebdomadaire catholique, La Résistance, à Morlaix qu'il achète, en 1898,  à Auguste Cavalier. Il deviendra parent de François Jaffrennou en épousant, le 23 avril 1901, une des cousines de celui-ci, Marie-Angèle Jaffrennou.
En 1904, il quitte la Résistance pour aider François Jaffrennou dans le lancement du journal bilingue Ar Vro, dont il assure l'administration, tant que l'impression se fait à Morlaix.  À la fin de 1906, il achète à J. Létréguilly l'Imprimerie Haslé à Morlaix, laquelle avait été aussi l'Imprimerie Guilmer fondée sous la Révolution.
En 1905, il crée un hebdomadaire régionaliste L'Écho du Finistère, qui est sous-titré journal régionaliste indépendant pour la défense des intérêts industriels, commerciaux et agricoles du pays et qui paraît jusqu'en 1912. Certains articles sont publiés en breton. Les deux premières années, il en confie la direction à Auguste Bocher.
L'ayant renommée de son nom, Il en sera le responsable jusqu'à la retraite en 1926 et, au milieu de sa production ordinaire en français, il aura à cœur de faire un certain nombre d'impressions en breton assez soignées, comme le recueil de poésies Bleuniou Yaouankiz (Fleurs de la Jeunesse) d'Auguste Bocher imprimé en 1909.
En octobre 1919, il imprime aussi Mouez ar Vro-La Voix du Pays), sous-titré Hebdomadaire breton français. Organe du relèvement national de la Bretagne. Régionaliste, artistique, économique, fondé et dirigé par son ami morlaisien Francis Gourvil, dont il a édité deux chansons en breton pendant la guerre. Il en est aussi un des commanditaires, mais la publication cesse en janvier 1921.
En 1919, il accueille aussi le mensuel de Pierre Mocaër et Joseph Ollivier, Buhez Breiz (La Vie de la Bretagne) (10 numéros en 1919 et reprise de 1922 à 1926). Gourvil et Mocaër étaient aussi membres de la Gorsedd de Bretagne.

## L'engagement régionaliste
Lors d'une rencontre d'anciens élèves de l'école Saint-Charles, il rencontre François Jaffrennou et fonde avec lui Ti Kaniri Breiz (Maison des chanteurs de Bretagne) qui veut remettre à l'honneur les chants anciens en breton et qui est la préfiguration de la Gorsedd de Bretagne. Il se produira en public avec les autres bardes et principaux membres de la Gorsedd lors de fêtes bretonnes comme celles données à l'occasion du congrès de la Fédération régionaliste de Bretagne à Douarnenez en 1912.
En 1900, il est admis dans la Gorsedd de Bretagne, avec le nom bardique de Mab an Argoat, et, en 1926, il en sera le « Druide porte-bannière ». Il est présent au premier Congrès panceltique de Dublin en 1901, après avoir participé à l'Eisteddfod de Merthyr Tydfil et être reçu par la Gorsedd des bardes de l'Île de Bretagne en compagnie de François Jaffrennou, Léon Le Berre et François Vallée. En 1903, il est, avec les prêtres du lieu, l'organisateur d'un grand concert de musique celtique au patronage catholique de Saint-Martin-des-Champs, à Morlaix. Selon François Jaffrennou, ce fut probablement le premier concert de ce genre en Bretagne. En 1905, il devient vice-président de l'Union régionaliste bretonne, mais il en démissionne en 1909.
Charles Le Goffic décrit en 1921 son mariage à Scrignac : « Sur l'aire neuve, dans le courtil, dans les champs, des tentes sont dressées, vastes quelquefois à loger quinze cents convives. Ils étaient douze cents, l'autre semaine, au mariage d'un poète breton, Alfred Lajat, plus connu sous son nom bardique de Mab-an-Argoat ("Fils des Bois"), avec une délicieuse pennerez de Scrignac, Melle Jaffrenou. Ayant pris sa retraite en 1926, il va habiter Nantes et, avec le professeur de pharmacie, Édouard Guéguen, et le compositeur, Paul Ladmirault, y fonde, en 1929, le Cercle celtique de Nantes. Sous le patronage de cette association, il donne des cours d'Histoire de la Bretagne à l'Institut des Lettres de Nantes.
En mars 1932, lors du « Congrès breton » de la Gorsedd de Bretagne  tenu en commun à Vannes avec la Fédération des cercles celtiques réunis, Alfred Lajat, lors d'un débat sur la fixation de la fête nationale bretonne, rappelle que le duc de Bretagne, Alain Barbe-Torte, avait demandé que sa victoire sur les Normands en 939 soit solennisée à perpétuité. Devant l'objection de la trop grande ancienneté de l'événement, il s'incline devant les arguments des tenants de la Saint-Yves.

## Sources
- Philippe Le Stum, Le Néo-druidisme en Bretagne, éditions Ouest-France, coll. « De mémoire d'homme : l'histoire », Rennes, 1998,  (ISBN 2-7373-2281-2)
- Lucien Raoul, Un siècle de journalisme en Bretagne, Guilvinec, Le Signor, 1981.
- Joseph Ollivier, Catalogue bibliographique de la chanson populaire bretonne sur feuilles volantes, Quimper, 1942, p. 408-409.